# Starhawk (personaje)
Halcón Estelar (Starhawk, en el inglés), alias Stakar de la Casa de Ogord, es un personaje ficticio creado por Steve Gerber (escritor) y Sal Buscema (artista) para Marvel Comics. Es un antihéroe de la Tierra-691 del Multiverso Marvel.
Stakar estaba destinado a volver a habitar su cuerpo infantil, reviviendo su vida innumerables veces. Como sabía lo que le esperaba, manipulaba los acontecimientos para obtener el mejor resultado, y se hacía llamar "El que sabe" ("One Who Knows"). Hizo muchos enemigos al hacerlo, pero su manipulación y orientación también lo condujo a la formación de los Guardianes de la Galaxia en el siglo 31.
Al recibir su poder del Dios Halcón, cambió su nombre a Starhawk y resumió su propósito diciendo: "Soy la sabiduría y la gloria de sus antepasados. Soy la luz y el donante de la luz. Soy su herencia y su destino, soy el poder que era de Arcturus".
Sylvester Stallone interpreta a Stakar en el Marvel Cinematic Universe, con su primera aparición en Guardianes de la Galaxia vol. 2 (2017) y en la secuela Guardianes de la Galaxia vol. 3 (2023).

## Historial de publicaciones
Un personaje llamado Starhawk apareció en un anuncio en la última página de Marvel Super-Heroes #20 (mayo de 1969) como la característica que aparecería en el próximo número. Sin embargo, el siguiente número y todos los números posteriores del título fueron reimpresiones de material anterior de Marvel.
El escritor Roy Thomas explicó que el editor Martin Goodman "no tenía fe en los cómics de ciencia ficción", especialmente en tres elementos particulares que se incluyeron en la portada del artista Dan Adkins. "Cohetes, robots y pistolas de rayos. Por puro accidente, no nos habíamos perdido un truco al incluir los tres elementos que Martin Goodman consideraba mortales. Así que canceló el libro. Punto. Fin de la historia".
La portada sin usar de la función Starhawk de Marvel Super-Heroes se usó como portada del tercer número de Marvelmania, el fanzine interno de Marvel, y la primera parte de la historia sin usar se imprimió en Marvelmania #6. Aunque la serialización continuaría en el próximo número, el título se canceló antes de que eso sucediera.
El Starhawk en continuidad apareció por primera vez en un cameo en The Defenders #27 (septiembre de 1975), con su primera aparición completa en The Defenders #28 (octubre de 1975). El personaje fue creado por Steve Gerber y Sal Buscema. No está claro si este Starhawk tiene alguna conexión con el personaje de Marvel Super-Heroes.
Starhawk apareció junto con el resto del equipo original de Guardianes de la Galaxia en la serie Guardianes 3000 de 2014. El escritor Dan Abnett lo describió como "el alma" del equipo.

## Historia del personaje

### Origen
Nació de los superhéroes Quasar y Kismet en el año 2002 en la Tierra-691. Como tal, él es mitad humano y mitad artificial. Tan pronto como él nació en el planeta Vesper, fue secuestrado y depositado en el IV planeta Arcturus. El bebé fue descubierto por un par de Arcturianos que fueron los últimos mutantes de su planeta, porque gran parte de su vida, Stakar creía que estos mutantes eran sus padres biológicos. Los mutantes fueron encontrados y asesinados por los saqueadores de Arcturus, cuadros militares Arcturianos dedicados a la erradicación de los mutantes de su raza. El saqueador Ogord descubrió al bebé y, suponiendo que fuera un normal Arcturiano, adoptó al niño y se lo llevó con su esposa Salaan, nombrándolo el chico Stakar.
Stakar cultivó un interés por la ciencia y la arqueología, exploró las ruinas que contienen el Dios Halcón. Alrededor del año 2020, él y su hermana adoptiva Aleta Ogord reanimaron a la divinidad latente y ambos se fusionaron físicamente. Se turnaban para que uno ocupara el mismo espacio físico, mientras que el otro se quedaba en una especie de "limbo". Se les dio un poder extraordinario y dejaron Arcturus IV para las estrellas, cuando dominaba Stakar, adoptó la identidad disfrazada de Starhawk. Ambos hermanos desarrollaron sentimientos románticos entre sí, Stakar y Aleta solicitaron al Dios Halcón a separarlos temporalmente. Durante este tiempo, tuvieron tres hijos: Sita, John y Tara.

### Guardianes de la Galaxia
Como un aventurero y protector, Starhawk se reveló ante los Guardianes de la Galaxia y Defensores en el año 3014. Él los ayudó en el derrocamiento de los Badoon en la Tierra; y más tarde Starhawk se une a los Guardianes de la Galaxia en una misión espacial, y ayudó a derrotar al Hombre topográfico. Se revela más adelante que él manipulaba los eventos para que se unieran los Guardianes,.. Por ejemplo, cuando Charlie-27 fue teletransportado a Júpiter para escapar de los Badoon, Starhawk lo llevó a ser transportado a Plutón, donde se reunió con Martinex.
Durante este tiempo, los tres hijos de Stakar se convirtieron en vampiros de energía por el padre de Aleta y los envió a matar a Stakar. Ellos murieron de vejez acelerada. Aleta después culpó a Stakar (en lugar de su padre) por la muerte de sus hijos, y su relación nunca se recuperó.
Starhawk une fuerzas con el viajero del tiempo Thor, y ambos luchan contra Korvac y sus secuaces de amenaza. Starhawk más tarde viajó a la década de 1970 junto a sus compañeros Guardianes, y ayudó a los Vengadores en la batalla contra Michael Korvac.
En el año 3017, Starhawk y los Guardianes estaban en una búsqueda por encontrar el escudo perdido del Capitán América. Luchó contra Taserface y los Stark, y Stakar y Aleta se separan físicamente. Aleta era el más fuerte de los dos, y Stakar trata de reabsorber su fuerza para sostenerse. Los dos pelearon por el dominio de su espacio físico y Stakar se transforma en una versión oscura de sí mismo, proyectando "energía oscura".
Debido al asalto de Stakar sobre su compañera, los Guardianes decidieron expulsarlo del equipo. Con el tiempo, Aleta se volvió dominante, y el cuerpo de Stakar volvió a su estado infantil. Consciente de su destino, ella lo envió de vuelta a su tiempo original para comenzar su ciclo de vida.

### Liberado del renacimiento
Cuando los Guardianes viajaron atrás en el tiempo al siglo XX de la Tierra-616, la línea de tiempo nativo fue alterada; hasta el punto en que Starhawk había vivido toda su vida de nuevo y estaba esperando a su llegada. Stakar y Aleta tuvieron duras discusiones entre sí, y el Dios Halcón apareció e intervino, uniendo los dos ex amantes por la unión de sus dedos. Después de ser forzados a trabajar juntos por un tiempo, el Dios Halcón de nuevo les concedió audiencia, les permite defender sus casos. Los separó, y les permitió conservar sus poderes.
Aunque Aleta decidió quedarse con los Guardianes, el Dios Halcón le dijo a Starhawk la verdad sobre su patrimonio. A continuación, pasó en una búsqueda para aprender más y encontró a su madre Kismet viva y viviendo en un refugio religioso aislado en el planeta Vesper. En ese momento, una criatura que se hacía llamar Época, el hijo de Eon, se reveló. Admitió haber secuestrado a Stakar al nacer, junto con otros actos viles.
Con el apoyo del Dios Halcón, Starhawk y Kismet se dedicaron a localizar y hacer frente a Época.

### Regreso
Utilizando una tecnología de su línea de tiempo, Starhawk se teletransporta en el siglo 21 de la Tierra-616, para reunirse en la época equivalente de los Guardianes de la Galaxia en Knowhere. Vance Astro, alias Major Victory, fue encontrado por este nuevo escuadrón de Guardianes, y Starhawk pelea con él antes de teletransportarse lejos. Starhawk otra vez se aventura a Knowhere, pero esta vez se presenta como una mujer. Afirma que este nuevo equipo no estaban destinados a ser Guardianes de la Galaxia en este punto de la línea de tiempo, y la aparición de Major Victory puso todo el futuro en proceso de cambio, ella vuelve a intentar matar a Astro y a los Guardianes. Ella es detenida, y mantenida en cautiverio durante un tiempo, hasta que la soltó Dragón Lunar. Ella descubre que la anomalía que perturba la corriente del tiempo no es Astro o los Guardianes. Rayo Negro al mismo tiempo activa una bomba que hará que el tiempo y el espacio colapsen. Starhawk sacrifica su vida para salvar a los Guardianes, e instruye a Star-Lord para detener a Rayo Negro, a cualquier precio.

## Poderes y habilidades
El verdadero alcance de los poderes de Starhawk es desconocida, pero se dice que es inmenso. Él tiene una muy larga vida útil, posiblemente heredado de su madre o por su habilitación por el Dios Halcón.
Starhawk puede manipular la luz para crear explosiones de conmoción de la fuerza de la energía fotónica, el calor y las construcciones sólidas de luz. También puede volar a la velocidad de la luz tocando anti-gravitones, y sobrevivir en el vacío del espacio. Al hacer uso de los poderes de Aleta (cuando se fusionó con ella), puede generar estructuras sólidas de luz, no se sabe si lo puede hacer desde su separación. Sus sentidos, especialmente la vista, se han mejorado en un grado superhumano y, además, sus poderes le dan sensibilidad extrasensorial a patrones de energía y fluctuaciones en su entorno, y hacer un seguimiento de rutas de energía a través de distancias intergalácticas.
Él tiene una fuerza superhumana y durabilidad, y puede mejorar aún más reforzando su cuerpo con energía de la luz. Él posee inmunidad a todas las enfermedades.
Él aparentemente tiene la precognición, la designación de sí mismo como "Uno-que-sabe", pero esto es en realidad un efecto de recordar lo que sucedió en su ciclo de vida anterior. Sin embargo, aún con los esfuerzos de Starhawk de cambiar los eventos para mejorarlos en cada ciclo, así como las manipulaciones de los seres con una mayor comprensión del universo (como Mephisto), estos recuerdos pueden llegar a ser poco fiables, la orientación general de los acontecimientos puede ser el mismo, pero los detalles vitales pueden diferir de su encarnación anterior.
Cuando obligó a Aleta a volver a fundirse con él después de su separación en segundo lugar, el poder de Starhawk cambió de claro a oscuro, y él se volvió capaz de crear construcciones sólidas a través de las tinieblas, y ráfagas de fuego de la fuerza oscura.
Stakar tiene conocimiento de la arqueología del IV planeta Arcturus. También tiene un amplio conocimiento de las distintas civilizaciones a través de la Galaxia Vía Láctea.
Su traje está hecho de materiales extraterrestres, incluyendo una máscara facial transparente y retractible y un sistema de soporte de vida, y alas retractables de colectores solares del viento.

## En otros medios

### Cine
Sylvester Stallone interpreta a Stakar Ogord / Starhawk en el universo cinematográfico de Marvel:
- Starhawk aparece por primera vez en Guardianes de la Galaxia vol. 2 (2017). Es un miembro de alto rango de los Ravagers y tiene una historia con Yondu Udonta.[26] Stakar fue quien salvó a Yondu de los años de esclavitud de los Kree. Él y Martinex más tarde se encuentran con Yondu en el planeta Contraxia, donde le recuerdan por qué está en el exilio al mencionar cómo rompió el Código de los devastadores. Tras el sacrificio de Yondu, Stakar y Martinex se encuentran entre los devastadores que asisten a su funeral. En una escena de créditos medios, Stakar y Martinex se reúnen con sus viejos compañeros Charlie-27, Aleta Ogord, Mainframe y Krugarr.
- Starhawk aparecerá nuevamente en Guardians of the Galaxy Vol. 3 (2023).[27]

### Videojuegos
Starhawk aparece como un personaje jugable en LEGO Marvel Super Heroes 2, a través de DLC. Su versión de cómic es parte del DLC Classic Guardians of the Galaxy, mientras que su encarnación de UCM está incluida en Guardians of the Galaxy Vol. 2 DLC.